# Labeo
Labeo – rodzaj słodkowodnych ryb z rodziny karpiowatych (Cyprinidae).

## Występowanie
Zasiedlają wody Afryki i południowej części Azji.

## Klasyfikacja
Gatunki zaliczane do tego rodzaju:
| - Labeo alluaudi - Labeo alticentralis - Labeo altivelis - Labeo angra - Labeo annectens - Labeo ansorgii - Labeo baldasseronii - Labeo barbatulus - Labeo barbatus - Labeo bata - Labeo batesii - Labeo boga - Labeo boggut - Labeo bottegi - Labeo boulengeri - Labeo brachypoma - Labeo caeruleus - Labeo calbasu - Labeo camerunensis - Labeo capensis - Labeo chariensis - Labeo chrysophekadion – grubowarg czarnozłoty - Labeo congoro - Labeo coubie - Labeo curchius - Labeo curriei - Labeo cyclopinnis - Labeo cyclorhynchus - Labeo cylindricus - Labeo degeni - Labeo dhonti - Labeo dhonti - Labeo dussumieri - Labeo dyocheilus - Labeo erythropterus - Labeo falcipinnis - Labeo fimbriatus - Labeo fisheri - Labeo forskalii – grubowarg nilowy - Labeo fuelleborni - Labeo fulakariensis - Labeo gonius - Labeo greenii - Labeo gregorii - Labeo horie - Labeo indramontri - Labeo kawrus - Labeo kibimbi - Labeo kirkii - Labeo kontius - Labeo lineatus - Labeo longipinnis - Labeo lualabaensis | - Labeo lukulae - Labeo luluae - Labeo lunatus - Labeo macmahoni - Labeo macrostoma - Labeo maleboensis - Labeo meroensis - Labeo mesops - Labeo microphthalmus - Labeo mokotoensis - Labeo molybdinus - Labeo moszkowskii - Labeo nandina - Labeo nasus - Labeo nigricans - Labeo nigripinnis - Labeo niloticus - Labeo nunensis - Labeo pangusia - Labeo parvus - Labeo pellegrini - Labeo percivali - Labeo pierrei - Labeo pietschmanni - Labeo polli - Labeo porcellus - Labeo potail - Labeo quadribarbis - Labeo rajasthanicus - Labeo rectipinnis - Labeo reidi - Labeo ricnorhynchus - Labeo rohita - Labeo rosae - Labeo roseopunctatus - Labeo rouaneti - Labeo rubromaculatus - Labeo ruddi - Labeo sanagaensis - Labeo seeberi - Labeo senegalensis - Labeo simpsoni - Labeo sorex - Labeo stolizkae - Labeo trigliceps - Labeo udaipurensis - Labeo umbratus - Labeo victorianus - Labeo vulgaris - Labeo weeksii - Labeo werneri - Labeo worthingtoni - Labeo yunnanensis |

Gatunkiem typowym jest Cyprinus niloticus (L. niloticus).

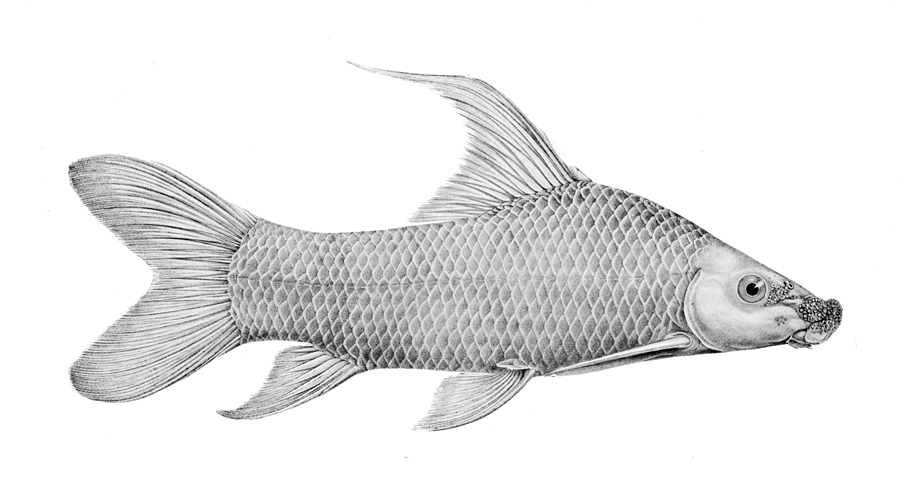
Labeo barbatus
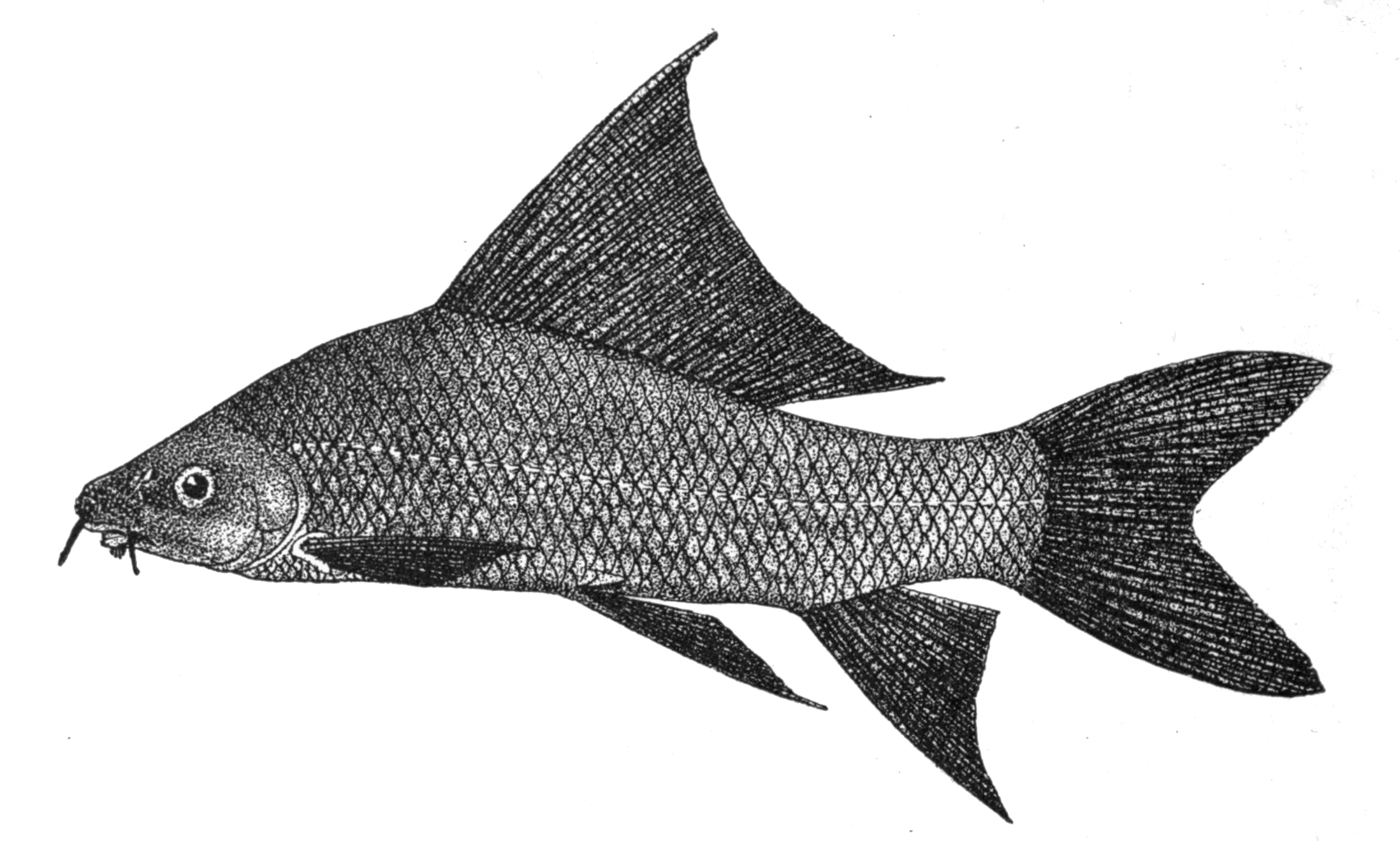
Labeo chrysophekadion
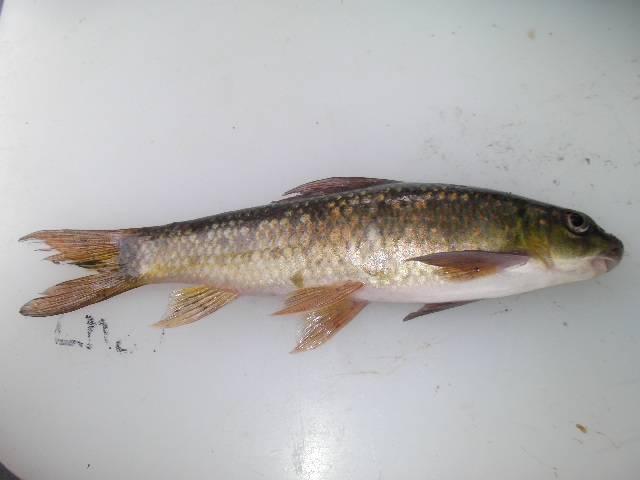
Labeo cylindricus
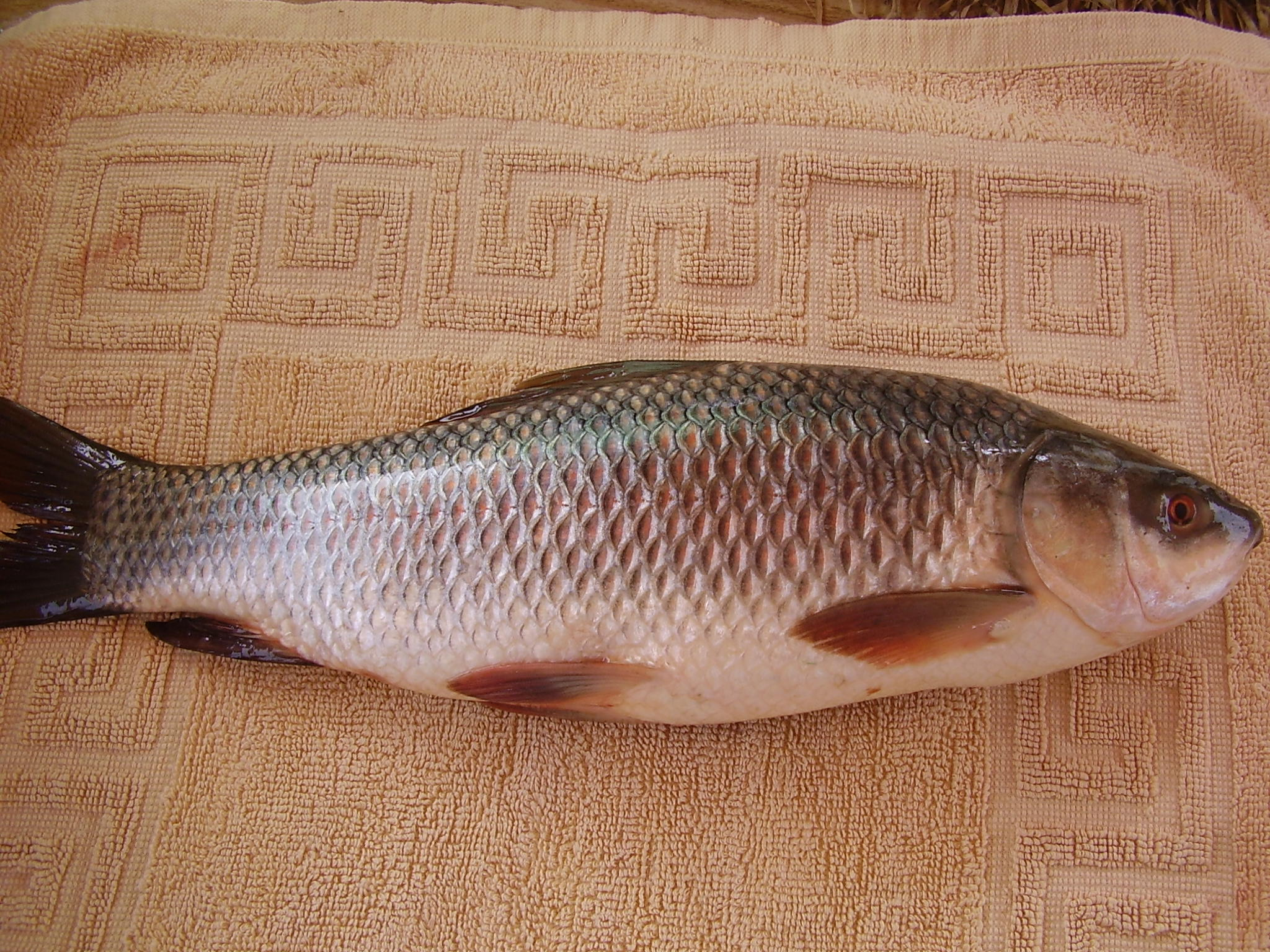
Labeo rohita
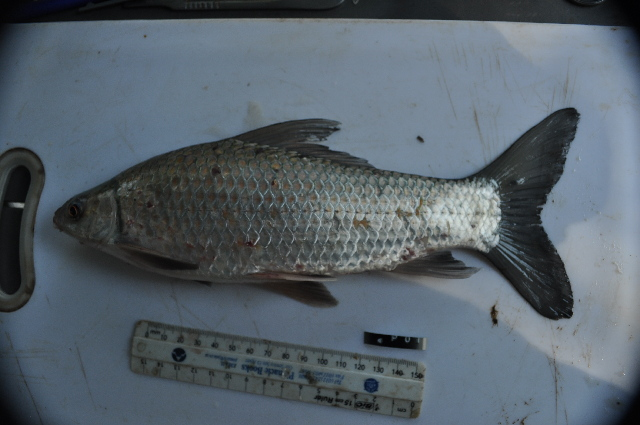
Labeo rosae
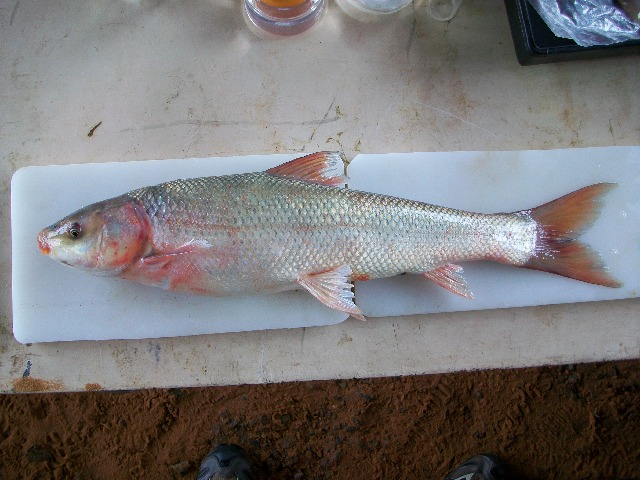
Labeo umbratus